# Agugliano
Agugliano je město oblasti Marche a provincie Ancona. Město je situováno na 203 metrů vysokém kopci vzdáleném 15 km od Ancony. Agugliano je členěno na městské části Castel d'Emilio, Borgo Ruffini, la Chiusa a il Molino. Patronem města je Sant'Anastasio a svátečním dnem je 22. leden.

## Hrad
Castel d'Emilio – První zprávy o hradu pocházejí z roku 1239, kdy Milo di Attone de Castro Mili je odsuzován radními z Jesi za ostudnou okupaci okolních území. Z původní stavby se zachovalo obvodové zdivo a tři věže. Přístup do pevnosti byl možný jen přes kovanou bránu uprostřed nebo přes padací most v pravé části hradu

## Kostely
- Sant'Anna – malý kostel markýzů Ruffini dokončen v 16. století. 26. července se zde slaví svátek sv. Anny. Po smrti Giovanniho Ruffiniho (1824) byl kostel odkázán do správy města.
- Santa Maria a Nazareth – stavba započata v roce 1304. V roce 1926 za přispění kardinála Vica prošel kompletní rekonstrukcí, na místo zbořené věže postavena věž nová.
- SS. Sacramento – Každoročně se zde slaví svátek sv. Anastasia, patrona města. Levou stranu interiéru zdobí plátno od Peruzziniho (17. stol.) vpravo je monumentální náhrobek kardinála Vica. Hned vedle je plátno znázorňující sv. Karla Boromejského.

## Vývoj počtu obyvatel
Počet obyvatel

## Typická příjmení
Deset nejpoužívanějších příjmení v Aguglianu:
- Cionna
- Baleani
- Giaccaglia
- Lombardi
- Lucchetti
- Mosca
- Nisi
- Santoni
- Grilli
- Mengarelli

## Partnerské město
- Jonage (Francie)

## Sport
- Cyklistika - Pedale Aguglianese cyklistická amatérský tým založený v roce 1972 aktivní především v kategorii cykloturistiky
- Fotbal
  - Anspi COP – futsal
  - US Casteldemilio
- Gymnastika -Ginnastica Agugliano
- Tenis – Circolo Tennis Agugliano
- Volejbal
  - Tris Volley
  - Pallamano Agugliano